# Tap Tap Revenge 4
Tap Tap Revenge 4 es el cuarto videojuego de la serie Tap Tap. Fue desarrollado y publicado por Tapulous para iOS y Android OS.

## Jugabilidad
El juego presenta una secuencia de notas desplazándose de arriba abajo en la pantalla al dispositivo de juego, de manera similar a juegos como Guitar Hero y Rock Band, y el jugador debe presionar las notas justo cuando estas alcanzan la zona inferior de la pantalla. En ocasiones, aparecen flechas en vez de notas; en esos casos, el jugador debe agitar el dispositivo en la dirección indicada por la flecha. Hay cuatro niveles de dificultad (fácil, medio, difícil y extremo), que controlan la cantidad de notas y flechas que aparecen en pantalla.
El juego incluye algunas canciones básicas cuando se descarga: "Sing" (My Chemical Romance), "House Music" (Benny Benassi) y "Waiting for the End" (Linkin Park).
Tap Tap Revenge 4 conserva varias características de Tap Tap Revenge 3, incluyendo los avatares personalizables, mensajería privada y pública, batallas en línea, canciones nuevas cada semana y un sistema de niveles. Adicionalmente, incorpora novedades como el modo Arcade, soporte para pantalla retina, tablas de posiciones globales actualizadas en tiempo casi real y una interfaz gráfica rediseñada. Además, Tapulous añadió nuevo contenido premium a la tienda de música del juego, incluyendo temas de artistas como Nelly, Katy Perry, Far East Movement, Nicki Minaj, Selena Gomez, Linkin Park, My Chemical Romance y Benny Benassi, entre otros.